# 路易斯·班伯格
路易斯·班伯格（英語：Louis Bamberger，1855年5月15日—1944年3月11日）新澤西州紐華克人，他是一个犹太百货商人和慈善家，和他妹妹卡罗琳·班伯格·富尔德通过资助建立了新泽西州普林斯顿市的普林斯顿高等研究院。在他去世时，紐華克所有的旗帜都降半旗三天，他的大百货公司关门一天。